# حصن‌الاکراد

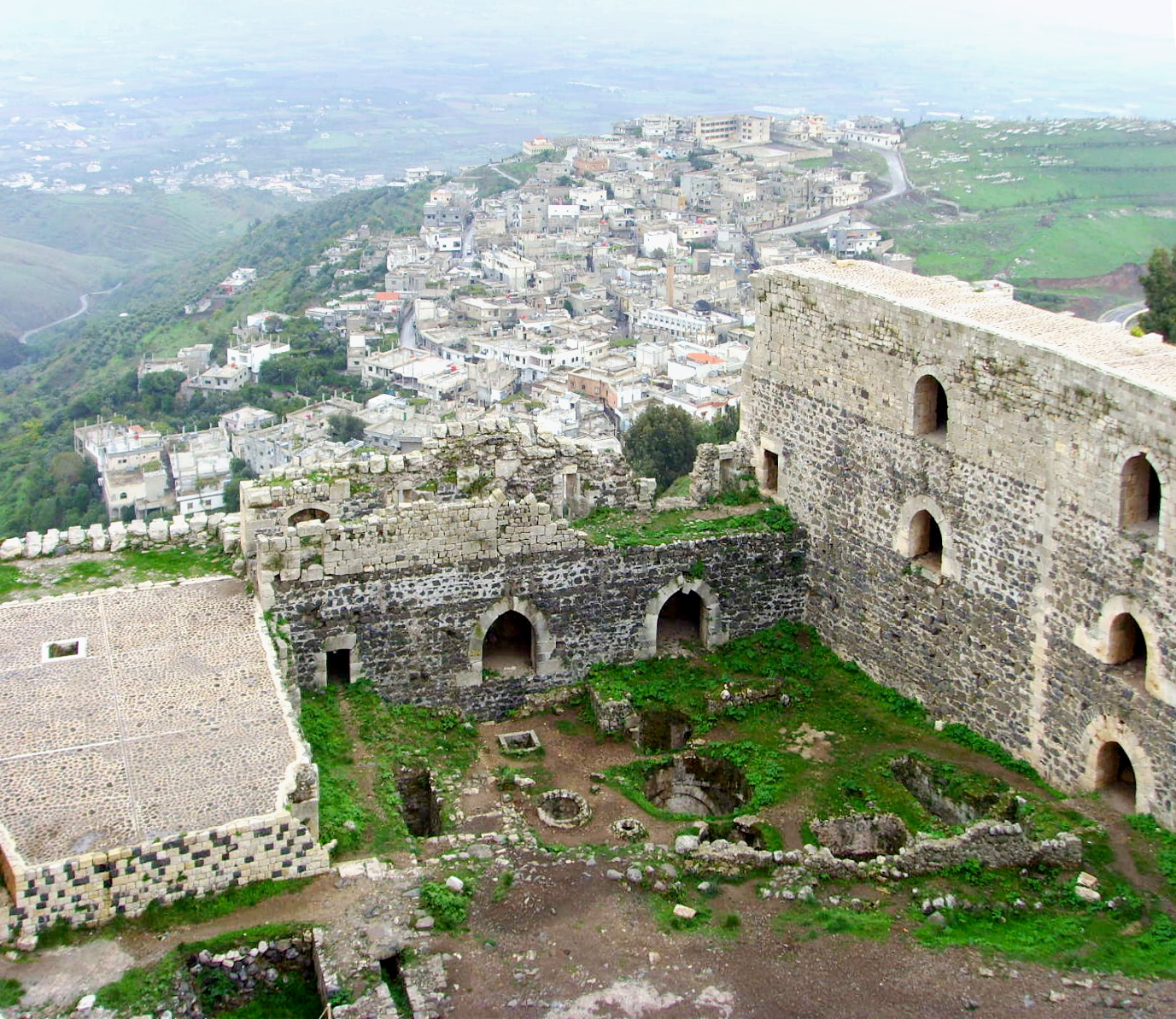
نمایی از داخل قلعه حصن‌الاکراد

حصن‌الاکراد یا دژ شَهْسَواران (در عربی «حصن الفرسان»، «قلعة الحصن» یا «حِصن الأکراد»، در زبان‌های اروپایی: Krak des Chevaliers به معنی دژ شهسواران) نام دژی تاریخی و به صورت قلعهٔ هم‌مرکز در سوریه است. این دژ گاهی با نام دژ کِرْکْ یا دژ کردان هم نامیده می‌شود. این قلعه در زمان حملات صلیبیون مرکز فرماندهی شوالیه‌های مالت بود. ساختمان اولیهٔ آن در ۱۰۳۱ میلادی برای امیر حلب ساخته شده بود. این دژ در سال ۲۰۰۶ در فهرست میراث جهانی یونسکو ثبت شده‌است اما از سال ۲۰۱۳ و آغاز جنگ داخلی سوریه، در فهرست میراث جهانی در معرض خطر قرار گرفته‌است.
حصن‌الاکراد بر روی کوه جلیل، متصل به کوه‌های لبنان، در شمال‌غربی حمص، میان این شهر و بعلبک و مشرف بر حماه قرار دارد. قلعه پیش از قرن ۱۱ میلادی، حصن السَّفَح (قلعه سراشیب) خوانده می‌شد اما با حضور یافتن کردها در این محل، حصن‌الاکراد نام گرفت و در جنگ‌های صلیبی دژ یا قلعه شهسواران خوانده شد. امروزه این بنا را قلعةالحصن نیز می‌گویند. کاوش‌های باستان‌شناسان ۲۰، موجب کشف آثار بسیاری در این قلعه گردید، از جمله در سال ۱۹۳۸ مجموعه لوح‌های گچی متعلق به کلیسا و هفت لوح متعلق به سربازخانه‌ها یافته شد و در سال ۱۹۸۱ قبور و سلاح‌هایی متعلق به جنگ‌های صلیبی، در سال ۱۹۸۵ اشیای متنوع و جمجمه‌های بزرگان مسیحی و بقایای اسلحه و اشیای سفالی. حصن‌الاکراد با نقشه‌ای واحد و در یک زمان ساخته نشده و الزامات دفاعی باعث شکل‌گیری آن در دوره‌های مختلف شده‌است. این قلعه که برای سکونت هزاران مرد جنگی ساخته شده‌است، از بزرگ‌ترین و زیباترین و مهم‌ترین قلعه‌های نظامی قرون وسطا به‌شمار می‌رود و راه آن بسیار صعب‌العبور بوده‌است. علاوه بر نظامیان، صنعتگران و بردگان نیز در آنجا ساکن بودند. ساخت این قلعه اگرچه ابداعی مهم برای حفظ امنیت و دفاع بوده، اما نمونه حصار خارجی یا دیوار مضاعفی که دور قلعه را فراگرفته است، قبلاً در قسطنطنیه بیزانسی و بغداد زمان خلفای عباسی ساخته شده بود.

## تاریخ
قدیمی‌ترین اشاره به حصن‌الاکراد در متون عربی به اوایل قرن ۱۱ بازمی‌گردد. امیر حمص، شبل‌الدوله نصربن مرداس، دراوایل قرن ۱۱ جمعی از کردها را به آنجا جابه‌جا کرد. صلیبیون ابتدا در ۱۰۹۹ در مسیرشان به طرف اورشلیم، مدتی حصن‌الاکراد را از ساکنان آن گرفتند. در ۱۱۰۹ تانکرد، نایب‌السلطنه انطاکیه، به دستور حاکم انطاکیه، قلعه را بار دیگر تصرف کرد؛ و چند سال بعد آلب‌ارسلان سلجوقی، حاکم وقت حلب، مدت کوتاهی قلعه را محاصره کرد. در ۱۱۴۲ ریموند، حاکم طرابلس، قلعه را تسخیر کرد و آن را در اختیار شوالیه‌های هوسپیتالر قرار داد و آنان قسمت‌هایی از قلعه را مرمت کردند. در طی قرون، زلزله‌های پی‌درپی و حوادث طبیعی صدمات زیادی به قلعه زدند، اما حاکمان آن را مرمت و بازسازی کردند. پس از حملات نورالدین زنگی بر صلیبیون، شوالیه‌های هوسپیتالر از ۱۱۶۰ به تقویت دژهای خود، از جمله حصن‌الاکراد، پرداختند. در جنگ‌های صلیبی، چندین‌بار مسلمانان، و از جمله صلاح‌الدین ایوبی در قرن ۱۲، قلعه را محاصره کردند. این قلعه در قرن ۱۳ در اختیار الظاهر بیبرس، سلطان مملوکی، بود. وی صارم‌الدین قایماز، نایب‌السلطنه مملوکی، را برای حاکمیت آنجا برگزید و دستور ساخت بناهای جدید و مرمت قلعه را داد و با نظارت خودش، خندق و دیگر خرابی‌های قلعه را بازسازی کردند و دو برج در جانب جنوبی قلعه ساختند. حصن‌الاکراد با منجنیق‌های زیادی تجهیز و کتیبه‌هایی از جمله کتیبه تاریخ تجدید بنا در آن نصب گردید. در قرن ۱۳، سلطان قلاوون مملوکی حاکم قلعه شد و به دستور او برج مستطیل شکلی در قسمت جنوبی حصار خارجی قلعه تعبیه گردید. در ۱۴۵۷ حصن‌الاکراد به دست لهستانی‌ها افتاد. اجزای قلعه تا قرن ۱۸ با توجه به مرمت‌ها و بازسازی‌های گذشته سالم باقی‌مانده بود، اما وجود قریه‌ای کوچک در کنار قلعه موجب آسیب فراوان به آن شد. از ۱۹۲۷، حصن‌الاکراد به عنوان اثری تاریخی تحت نظارت اداره باستان‌شناسی و موزه‌های سوریه درآمد. اطراف قلعه خالی از سکنه شد و مورد حفاظت و مرمت قرار گرفت، به طوری که امروزه این قلعه یکی از مهم‌ترین آثار گردشگری سوریه شده‌است.

## معماری
مساحت قلعه با خندق اطراف آن به ابعاد ۲۴۰ متر (از شمال به جنوب) و ۱۷۰ متر (از مشرق به مغرب) است. حصن‌الاکراد دارای دو بخش خارجی و داخلی است که بین آن دو را خندق فراگرفته و مانند دو حلقه متحدالمرکزند. بخش خارجی که حصار بیرونی است، سیزده برج مدور و چهارگوش دارد که یکی از آنها برج گنبددار، معروف به گنبد قلاوون است، به ارتفاع چهارمتر، در جانب جنوبی قلعه. این قلعه در قسمت شمالی سه در و در قسمت جنوبی دارد که یکی از آنها برج معروف نیکولاوس لورنی است. درِ اصلی قلعه در شرق حصار قرار دارد که با پل متحرکی رفت و آمد از آنجا انجام می‌شده‌است. بعضی درها معلق بوده و بعضی دیگر برای مواقع اضطراری تونل‌های مخفی داشته‌اند. جبهه سه در مخفی دارد. در دو طرف درهای شمالی برجی قرار شرقی قلعه در دوره حکومت مسلمانان تغییرات زیادی یافته‌است. این جبهه که به‌سبب ویژگی‌های طبیعی منطقه، دست‌نیافتنی‌تر از دیگر قسمت‌هاست، سه برج قطور مستطیل شکل دارد که ورودی اصلی قلعه در داخل یکی از آنهاست. جانب جنوبی قلعه که جبهه اصلی دفاعی بوده، در دوران اسلامی بیشترین تغییرات را یافته‌است. این جبهه با جانب غربی که با برجهای نیم دایره‌ای شکل احاطه شده‌است، شباهت دارد. با این تفاوت که در جانب جنوبی، برج قلاوون قرار دارد. از فضاهای این‌حصار بیرونی برای اتاقهای نگهبانی و سکونت، اصطبل و انبار استفاده می‌شده‌است. در قسمت جنوبی، در محوطه خندق، منطقه‌ای است که آب در آن جمع و از آنجا با شبکه‌ای به قسمت‌های مختلف قلعه روان می‌شده‌است به این منطقه برکه می‌گفته‌اند. در نزدیکی برکه، در گوشه جنوب شرقی حصار بیرونی، حمامی است به شکل حمام‌های شام با سقف گنبدی و اتاقهای مربع شکل گنبددار در اطراف آن. آب مورد نیاز قلعه با آب باران و چاه‌هایی که به همین منظور ساخته شده بودند، تأمین می‌گردید و از طریق آبراهه‌ها در اطراف پخش می‌شد. در حصار بیرونی، کتیبه‌هایی به خط نسخ از دوره بیبرس (با تاریخ ۶۶۹) و کتیبه‌ای از لورنی به لاتین دیده می‌شود.
حصار داخلی از جنوب شرقی و از طریق دالان مسقف طویلی با طاق گهواره‌ای به مدخل خارجی قلعه متصل شده که راه ورود به قلعه بوده‌است. این مدخل چنان مستحکم و پیچیده ساخته شده بود که عبور از آن بسیار مشکل بود. حصار داخلی را صلیبیون ساختند که مشرف بر حصار خارجی، و در بیشتر قسمت‌ها دو طبقه است. حصار داخلی در جبهه جنوبی از سه برج قطور نیم‌دایره تشکیل شده‌است که کاملاً بر موضع دفاعی بنا اشراف دارند. در محوطه جلوی این برجها مخازن آب قرار دارد. در جانب شمالی بنا برج دیگری است و در فضای کاربردی اطراف قلعه اتاق‌ها، نانوایی، دستگاه‌های روغن و شراب‌گیری در طبقه اول و سربازخانه‌ها در طبقه دوم بوده‌است. کلیسا که بنای آن در بازسازی بعد از زلزله ۵۶۵ با کمک مالی ولادیسلاو دوم، پادشاه بوهم، ساخته شده‌است، در شمال شرقی حصار داخلی قرار دارد. این بنا با دیوارهای سنگی و شبستانی با طاقهای گهواره‌ای، مزین است به نقوش متنوع گیاهی و تصاویر، از جمله تصویر مریم که مسیح را روی دستانش گرفته و قدیس شمعون. نورگیرهایی در قسمتهای مختلف بنا، به ابعاد ۵ر۲۱ متر × ۵ر۸ متر ساخته شده‌است. بیبرس اول آن را به مصلی تبدیل و سه محراب در دیواره جنوبی آن ایجاد کرد و منبر کوچک سنگیِ تراش‌خورده گنبدداری در آن قرار داد. تالار بزرگی در جانب غربی کلیسا، به صورت مستطیلی به ابعاد ۲۷ متر × ۵ر۷ متر، با طاقهای گهواره‌ای برای اجتماعات و تشریفات ساخته شده‌است. این تالار بزرگ‌ترین و زیباترین تالار صلیبی و قابل مقایسه با بهترین نمونه‌های سبک گوتیک (سبکی هنری و پر تزیین متعلق به قوم گوت در اروپای قرون وسطی) در اروپای غربی است. در جهت شرقی تالار، رواقی است با درگاه‌های پنج‌گانه که بالای آنها طاقهای جناغی و نورگیرهای مشبک سنگی قرار دارد. درهای پنج‌گانه، رواق را به شش قسمت تقسیم کرده‌اند و این قسمتها طاقهای قطور سنگینی بر شانه‌های خود دارند. این رواق مرواریدقلعه نامیده می‌شود. تزیینات تالار و رواق هماهنگی زیادی با هم دارند. در تزیینات رواق از نقش پرندگان و برگ درختان به‌صورت گرد و حلقه‌وار و کتیبه استفاده شده‌است.